# Distretto di Xinzhuang
Il distretto di Xinzhuang (新莊區S, Xīnzhuāng QūP) è un distretto della municipalità di Nuova Taipei, situata a Taiwan.